# 劉穎 (明朝)
劉穎（1476年—1530年），字時秀，號洪斋，江西撫州府臨川縣人，民籍，明朝政治人物。

## 生平
二十六歲中弘治十四年（1501年）辛酉科江西鄉試舉人。正德九年（1514年）中式甲戌科第三甲第二百三名進士。初授浙江衢州府開化縣知縣，十四年行取入京，十六年擢授南京浙江道監察御史，以父憂歸。服闋，嘉靖二年（1523年）七月改授浙江道御史，以参与抗争大禮議，被廷杖三十。之后奉勑清理兩廣儲蓄，再巡按廣西，時田州岑氏叛亂，负责监軍紀功，平贼后受到奖赏。復奉命巡按贵州，以病乞南归，不久母亲去世丁憂，嘉靖九年病卒。